# Kostel Nejsvětější Trojice (Kuks)
Kostel Nejsvětější Trojice je ústřední stavba v areálu barokního hospitálu v Kuksu v okrese Trutnov, založeného majitelem zdejšího panství hrabětem Františkem Antonínem Šporkem. Jejím architektem byl Giovanni Battista Alliprandi, stavba proběhla v letech 1707–1715, vysvěcen byl 20. srpna 1717. V kryptě pod kostelem je rodová hrobka Šporků a Swéerts-Sporcků.
Areál hospitálu s kostelem Nejsvětější Trojice je součástí památkové rezervace Kuks. Unikátní architektonický celek s vynikající sochařskou výzdobou světového významu, který je dominantou obce i okolní krajiny, byl v roce 1995 prohlášen národní kulturní památkou. Filiální kostel Nejsvětější Trojice v Kuksu přináleží v rámci královéhradecké diecéze pod římskokatolickou farnost – děkanství Dvůr Králové nad Labem.

## Historie
Špitální kostel Nejsvětější Trojice byl vybudován jako součást hospitálu, útulku pro zhruba stovku válečných veteránů a starých služebníků z východočeského panství hraběte Františka Antonína Šporka, a je do této stavby zapojen na severní straně, obrácené k Labi. Stavba kostela probíhala v letech 1707–1715 jako první část areálu, v té době ještě zamýšleného jako klášter řeholnic anunciátek; celý areál hospitálu byl dokončen až v roce 1748, deset let po Šporkově smrti. 

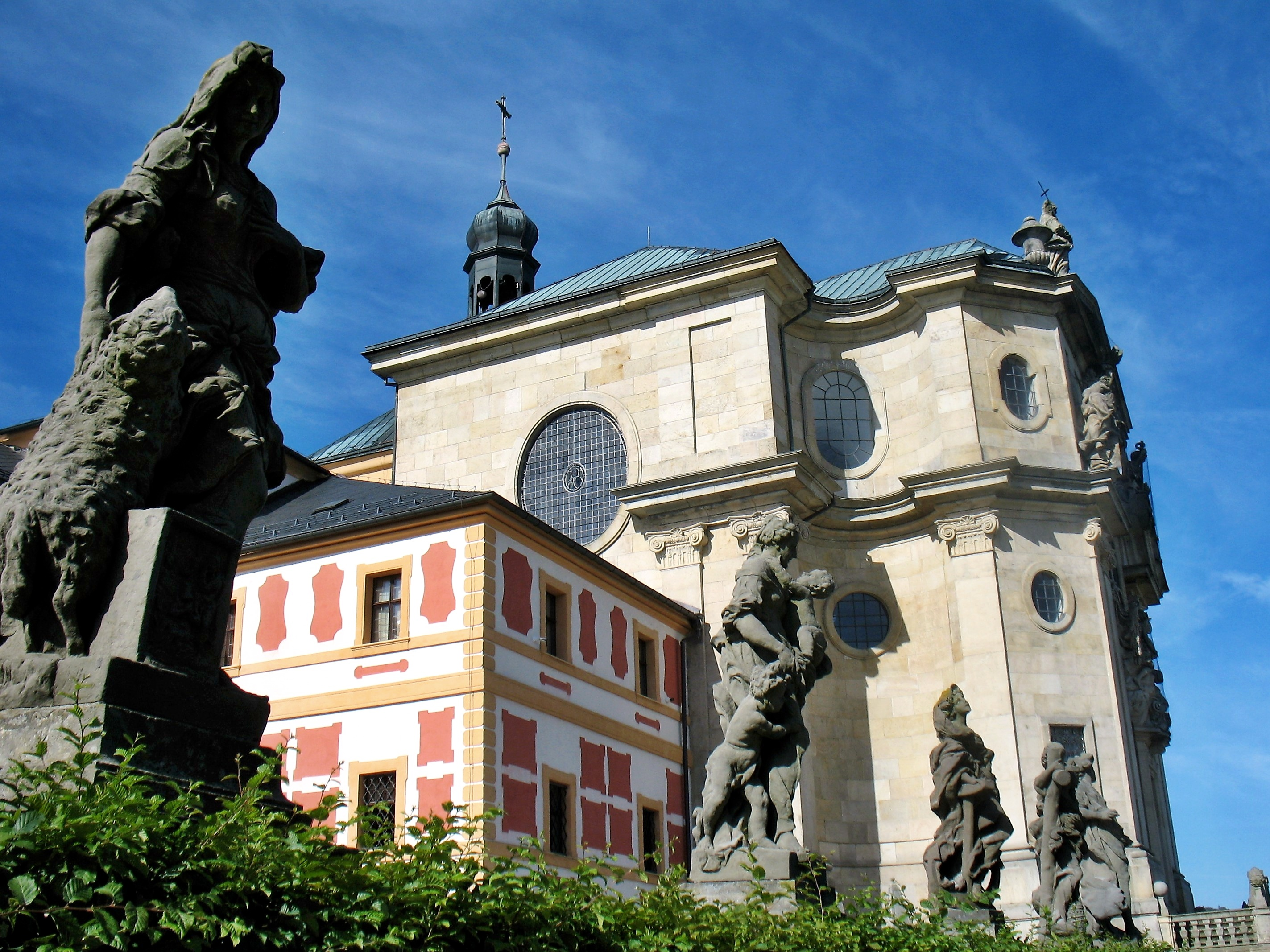
Braunovy sochy Cností na terase před kostelem

Výstavba kostela byla svěřena italským stavitelům, působícím v Čechách. Autorem projektu byl architekt Giovanni Battista Alliprandi, stavbu provedl Antonio Pietro Nettola a kameník a stavitel Pietro Giovanni Della Torre (1641–1701). Stavba kostela probíhala zvlášť intenzivně počátkem roku 1709, kdy kámen dováželo až 72 koní, takže již roku 1710 mohl být prostor zastřešen a vrchol chrámu ozdoben plastikami. Vnitřní výzdoba kostela je převážně dílem italských umělců a řemeslníků.
Kostel Nejsvětější Trojice byl vysvěcen 20. srpna 1717 Janem Adamem Vratislavem z Mitrovic. V roce 1712, ještě před jeho dokončením a vysvěcením, se v kostele narychlo uskutečnila svatba druhorozené dcery Františka Antonína Šporka Anny Kateřiny Šporkové s jejím bratrancem Františkem Karlem Rudolfem ze Swéerts-Reistu. Skromného obřadu, kterým chtěl hrabě Špork zabránit Anně Kateřině, aby se stejně jako jeho starší dcera Marie Eleonora stala řádovou sestrou, se kromě otce nevěsty zúčastnili pouze dva svědci. Dne 4. dubna 1712 byly do kostelní krypty uloženy ostatky generála Jana Šporka, který zemřel v roce 1679 v Heřmanově Městci a původně byl pohřben v později zaniklém kostele sv. Jana Křtitele v Lysé nad Labem, který se nacházel zhruba uprostřed dnešního lyského náměstí Bedřicha Hrozného.
Určité úpravy v areálu hospitálu provedl trutnovský stavitel Leopold Niederocker v roce 1769, další úprava v novogotickém stylu zde proběhla v roce 1872 pod vedením architekta Jana Schmoranze. Od roku 1743 až do německé okupace v roce 1938 pečovali o chod kukského hospitálu příslušníci řádu milosrdných bratří.

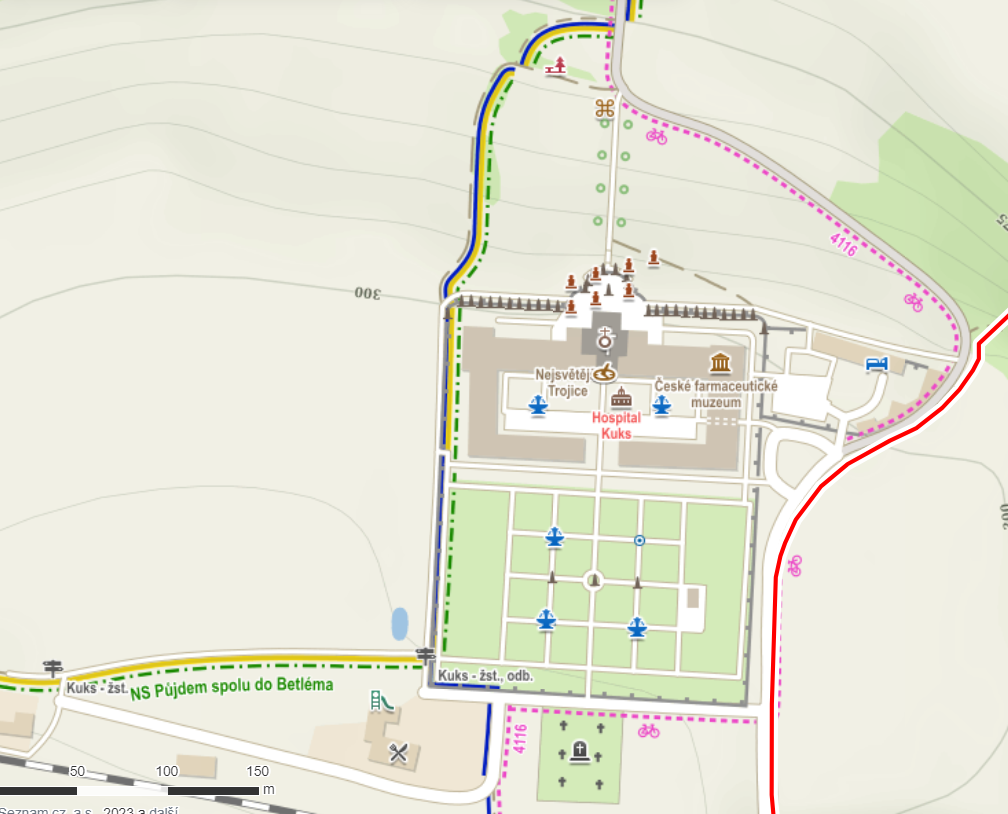
Hospital Kuks

V letech 2013 až 2015 byla v Kuksu provedena rozsáhlá rekonstrukce areálu hospitálu včetně úpravy okolních zahrad a přilehlých hospodářských budov.

## Popis
Alliprandiho vzor pro kostel Nejsvětější Trojice byl spatřován v Matheyově staroměstském kostele řádu křižovníků, podle Mojmíra Horyny však řada strukturálních prvků v obou kostelích působí odlišně. Kostel Nejsvětější Trojice podle Horyny nemá se svým půdorysem, zapojujícím latinský kříž do oktagonu, ve střední Evropě přímou obdobu, a ryzostí koncepce se řadí k nejpozoruhodnějším sakrálním stavbám své doby.

### Umístění a exteriér
Kostel stojí v centru severního průčelí hospitálu uprostřed rozlehlé terasy s alegorickými sochami Ctností a Neřestí z dílny Matyáše Bernarda Brauna. Sakrální stavba, tyčící se nad údolím Labe, je vybudována na půdorysu protáhlého osmiúhelníku, protnutého křížem, orientovaným ve směru sever–jih. Vnější průčelí kostela je složitě tvarované poloválcovými výkroji, skosenými nárožími, římsami a rozmanitými šambránovými okny.
Vzhledem k začlenění budovy do komplexu hospitálu není kněžiště umístěno tradičně na východ, ale je na jihu kostela. Ten má průčelí v části nad terasou z neomítnutých pískovcových kvádrů, jižní strana kostela je omítnuta. Uprostřed průčelí je portál s plastickým vyobrazením Zvěstování Panny Marie, jež zřejmě odpovídá ještě původnímu záměru věnovat klášter anunciátkám. Uprostřed tympanonu je alegorická socha Víry, níže pak sochy Lásky a Naděje. Pod sochou Víry je umístěn hraběcí erb Šporků.

### Interiér
Půdorys interiéru kostela má tvar osmiúhelníku s četnými výklenky pro oltáře, obrazy, varhanní kůr a portály průchodů do sakristie a do špitálu. Vybavení pochází většinou až z desetiletí následujících po dokončení stavby. Obrazy světců v bohatých akantových rámech představují sv. Augustina, bojovníka proti herezi, a sv. Patrika, zažehnatele zlých duchů; přesnější určení původu malby na hlavním oltáři, snad vzkříšení Lazara, znemožňuje pozdější přemalba Václavem Markovským z roku 1840. Nejasné je také autorství jednoho z obou protějškových oltářních obrazů, který znázorňuje Zvěstování Panny Marie, a podle tradice se na něm mohl podílet i Petr Brandl; autorem druhého obrazu, Oslavení sv. Jana z Boha, je vídeňský malíř Jan Ignác Cimbal.
Výklenky jsou rámovány korintskými sloupy a kladí je ozdobeno volutami a sedícími andílky. Varhany vestavěné v původních barokních skříních jsou dvoumanuálové s pedálem, nástroj postavila v roce 1906 krnovská firma Gebrüder Rieger a byl opraven roku 2017. Kazatelna nesená korintským sloupem je renesanční polychromovaná a zlacená.

Pod kruchtou se nachází vstup do krypty. V interiéru se dochoval mobiliář z první poloviny 18. století a štuková výzdoba, která je dílem italských řemeslníků. Kromě hlavního oltáře jsou zde čtyři oltáře postranní. Ve středu hlavního oltáře je umístěn obraz Krista, křísícího Lazara, po stranách oltáře jsou korintské sloupy se zlatými hlavicemi a polychromované sochy svatých Petra a Pavla. Nad hlavním oltářem je červené oválné okno se zlatým křížem, prozářené světlem, přicházejícím zvenčí, které zvýrazňuje plastiku Boží Trojice nad oltářním obrazem. Postranní oltáře jsou zasvěceny Janovi z Boha, Zvěstování Panny Marie, sv. Kříži a Bolestné Panně Marii.

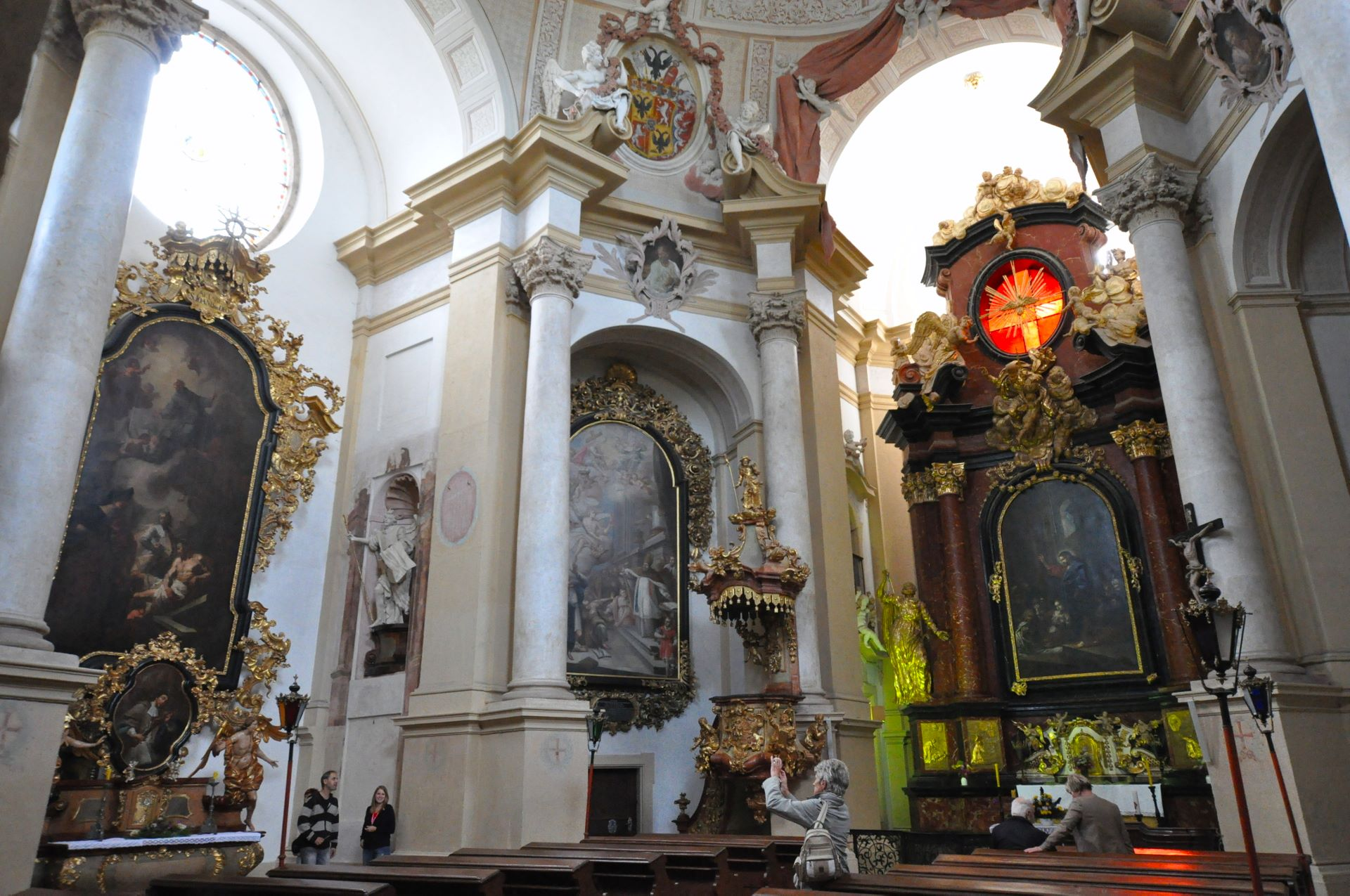
Boční oltáře, vpravo hlavní oltář
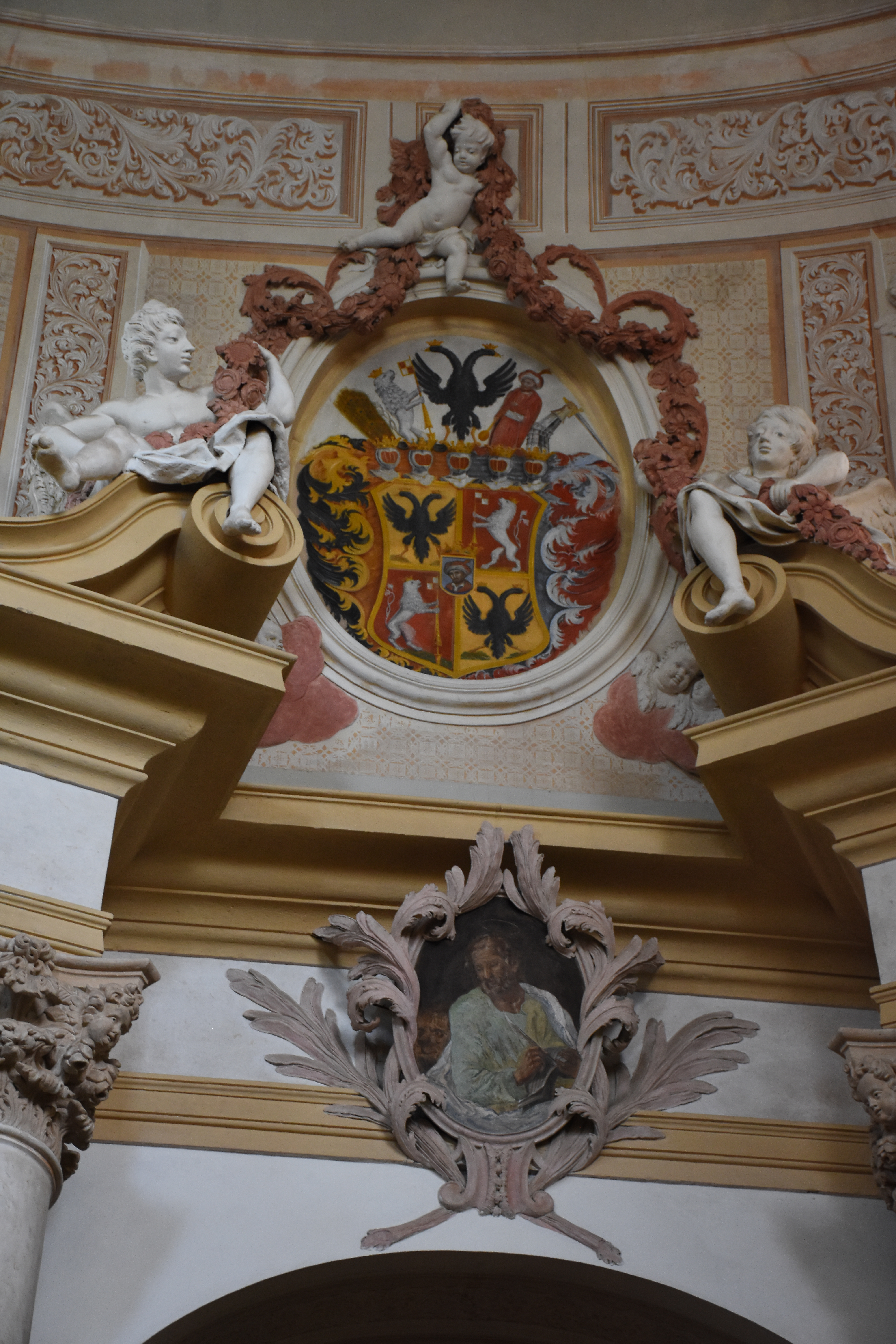
Šporkovský erb v interiéru kostela
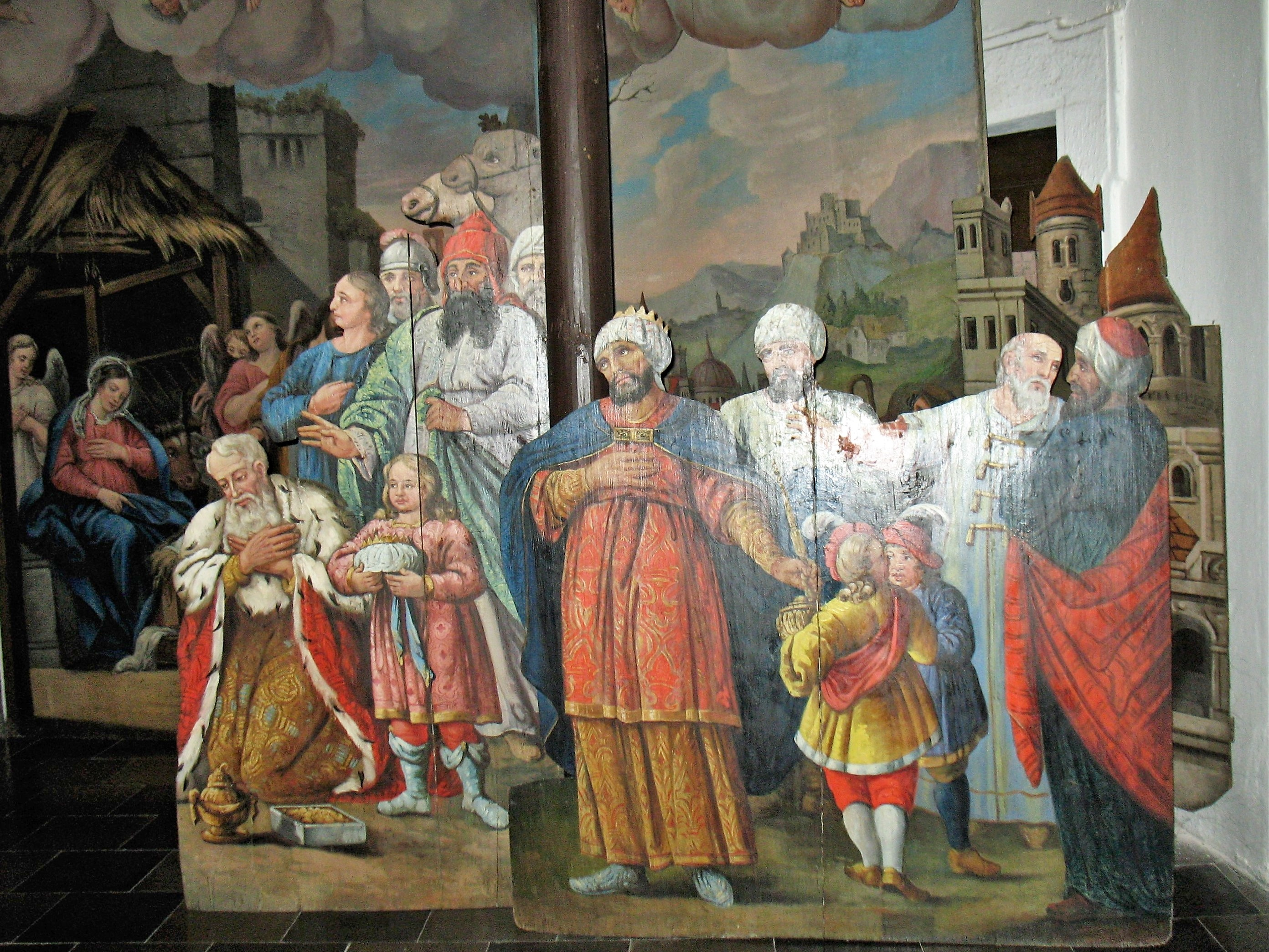
Betlém
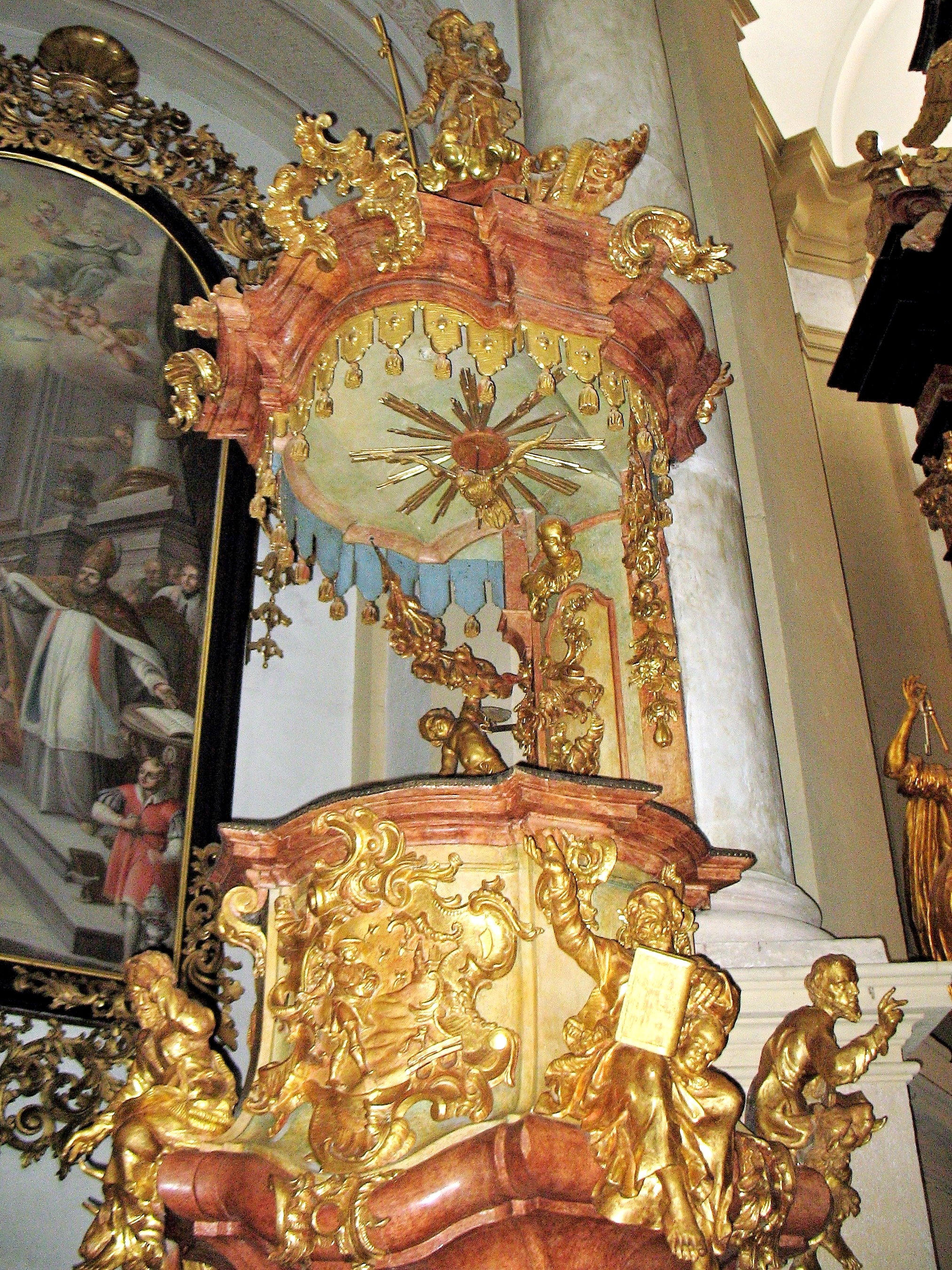
Kazatelna
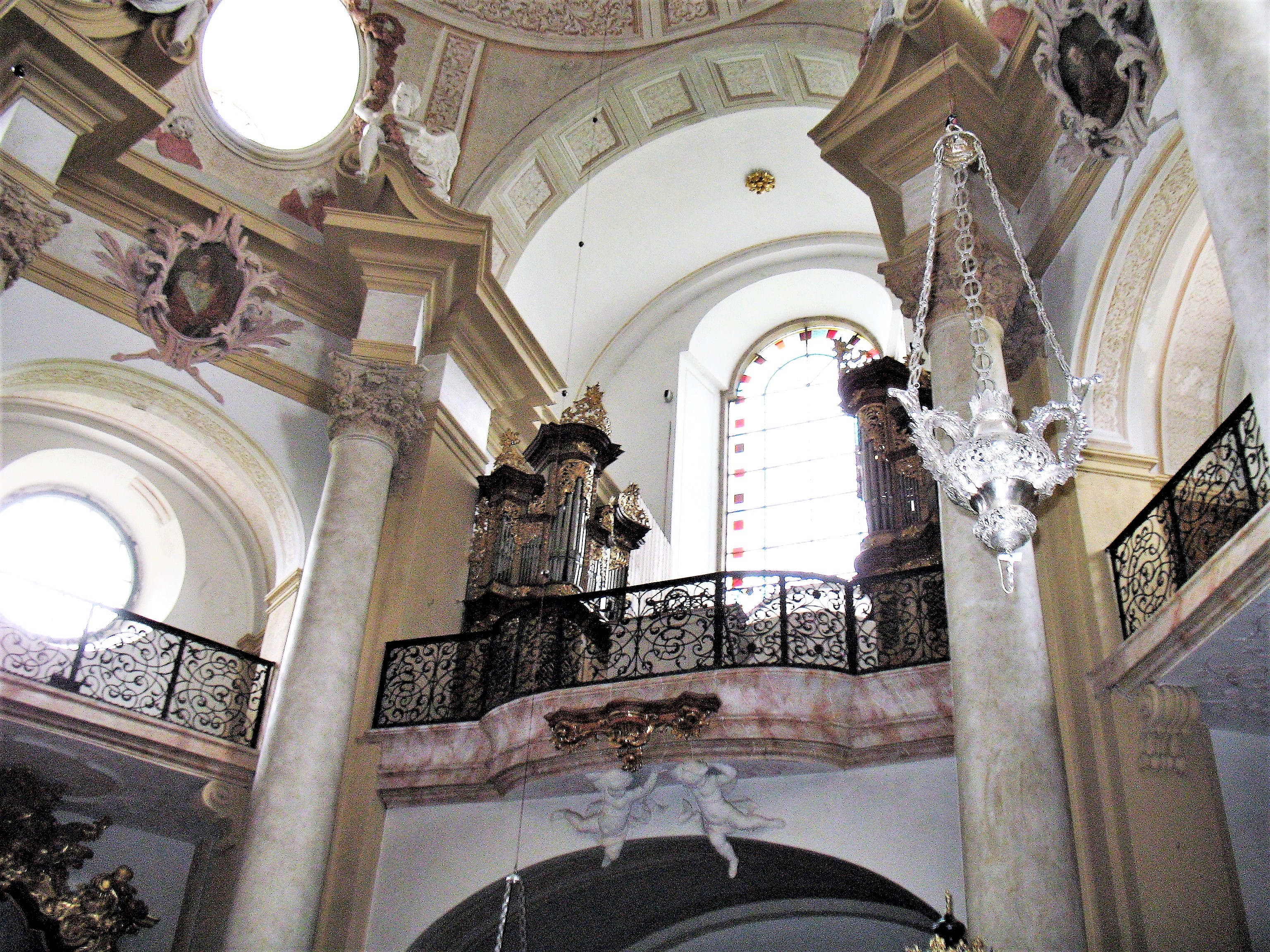
Varhany

### Krypta
Pod kostelem je rozlehlá krypta, v níž se nachází rodinná hrobka Šporků a Swéerts-Sporcků. Ta byla již roku 1712 dokončena natolik, že sem mohly být 4. dubna přeneseny ostatky generála Jana Šporka z Lysé. Proti vchodu do krypty se tyčí dřevěný krucifix se sochou ukřižovaného Krista od Matyáše Bernarda Brauna z roku 1726, umístěný nad oltářem s plastikami dvou truchlících andílků.
Za tímto oltářem je oddělená prostora, v níž je uložena většina ze dvou desítek převážně cínových rakví s ostatky příslušníků rodu Šporků a Swéerts-Sporcků, počínaje zakladatelem hraběcího rodu generálem Janem Šporkem a jeho starším synem Františkem Antonínem Šporkem, až po Kateřinu Swéerts-Šporkovou, která zemřela v roce 1945. Uprostřed krypty je umístěna lucerna s věčným světlem, které bylo možno pozorovat z oken Šporkova zámku, jenž stával v areálu lázní na protějším levém břehu Labe.

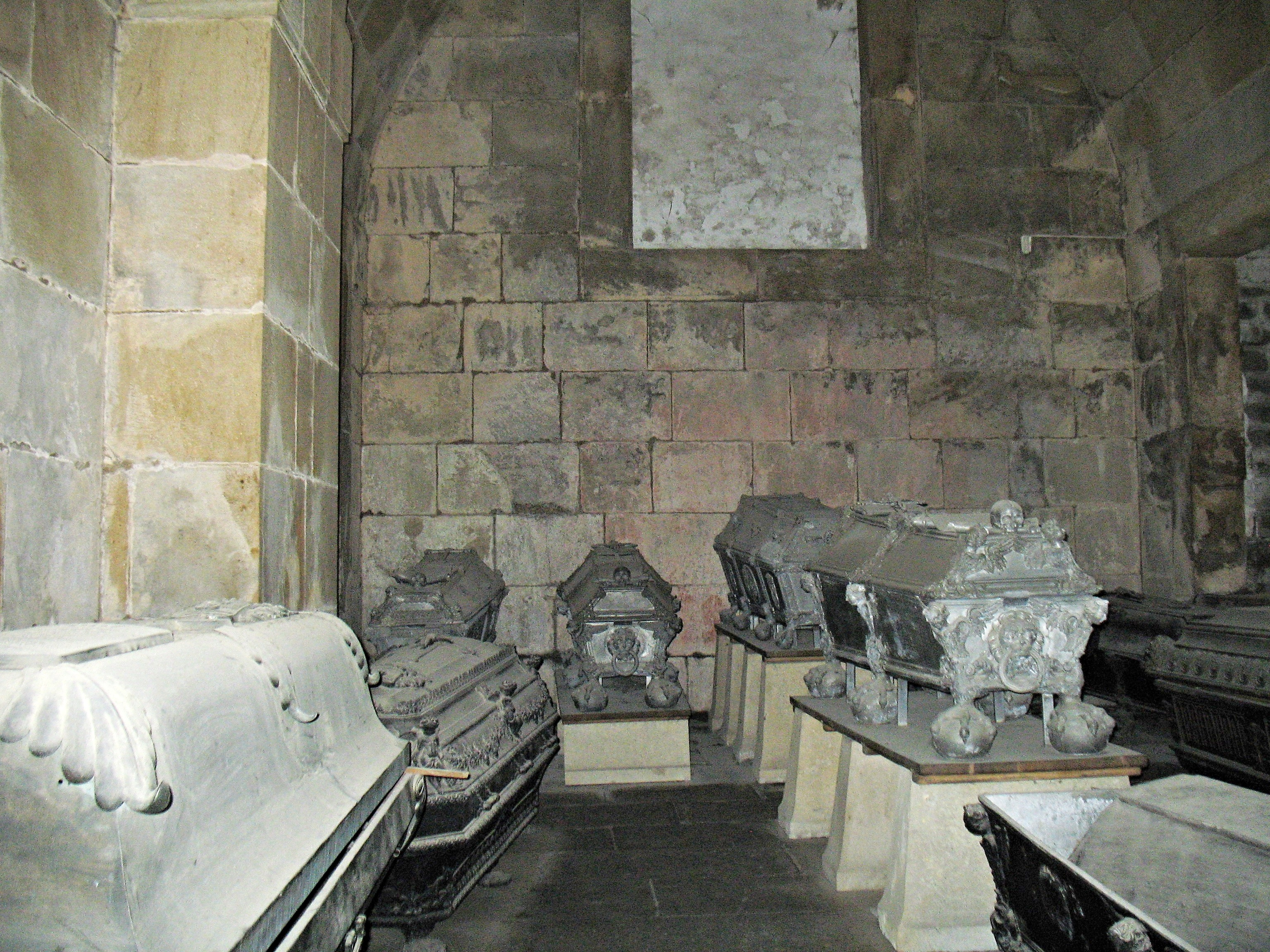
Rodinná hrobka, vpravo rakve s ostatky F. A. Šporka a J. Šporka
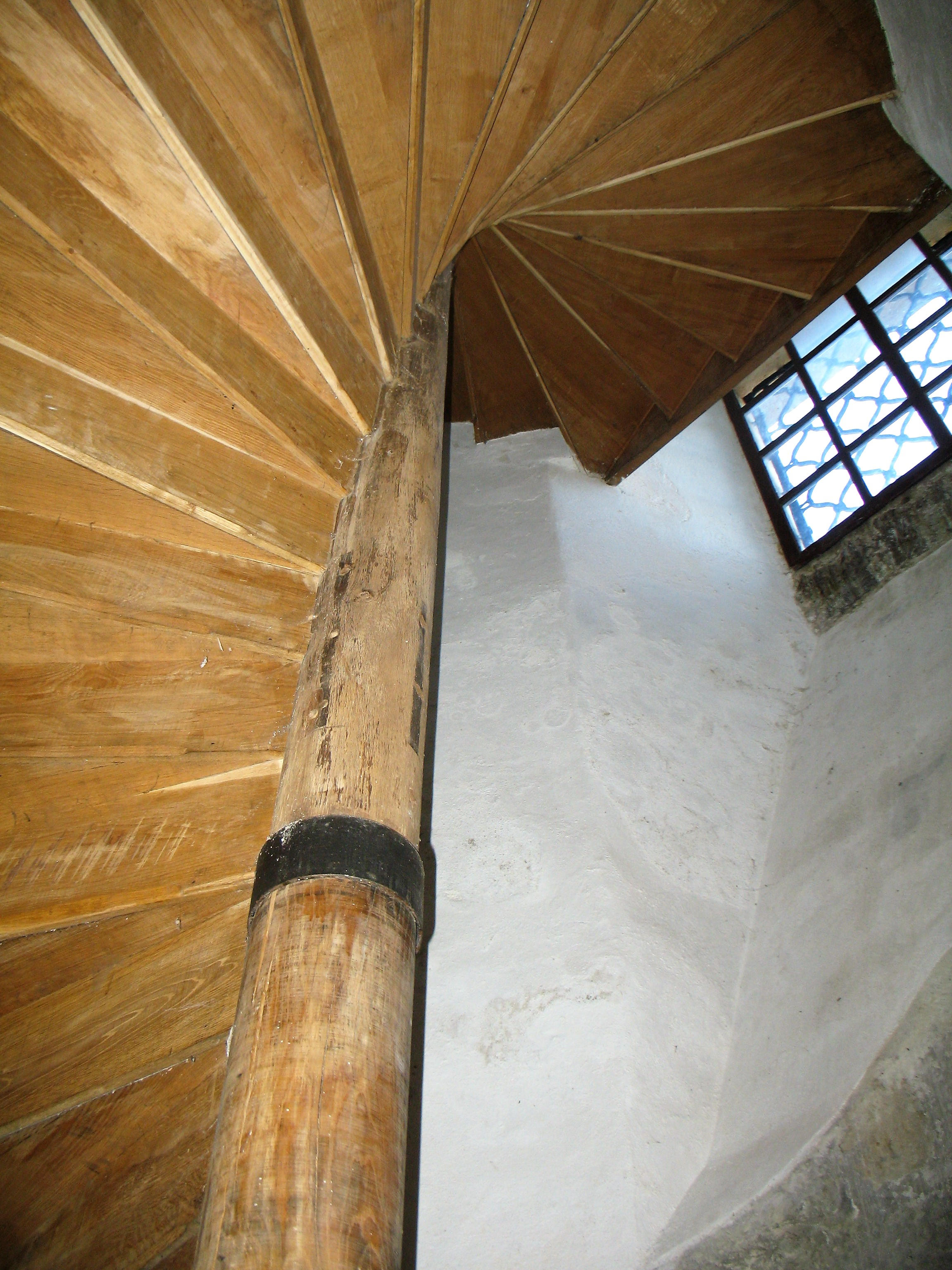
Schodiště, spojující kostel s kryptou
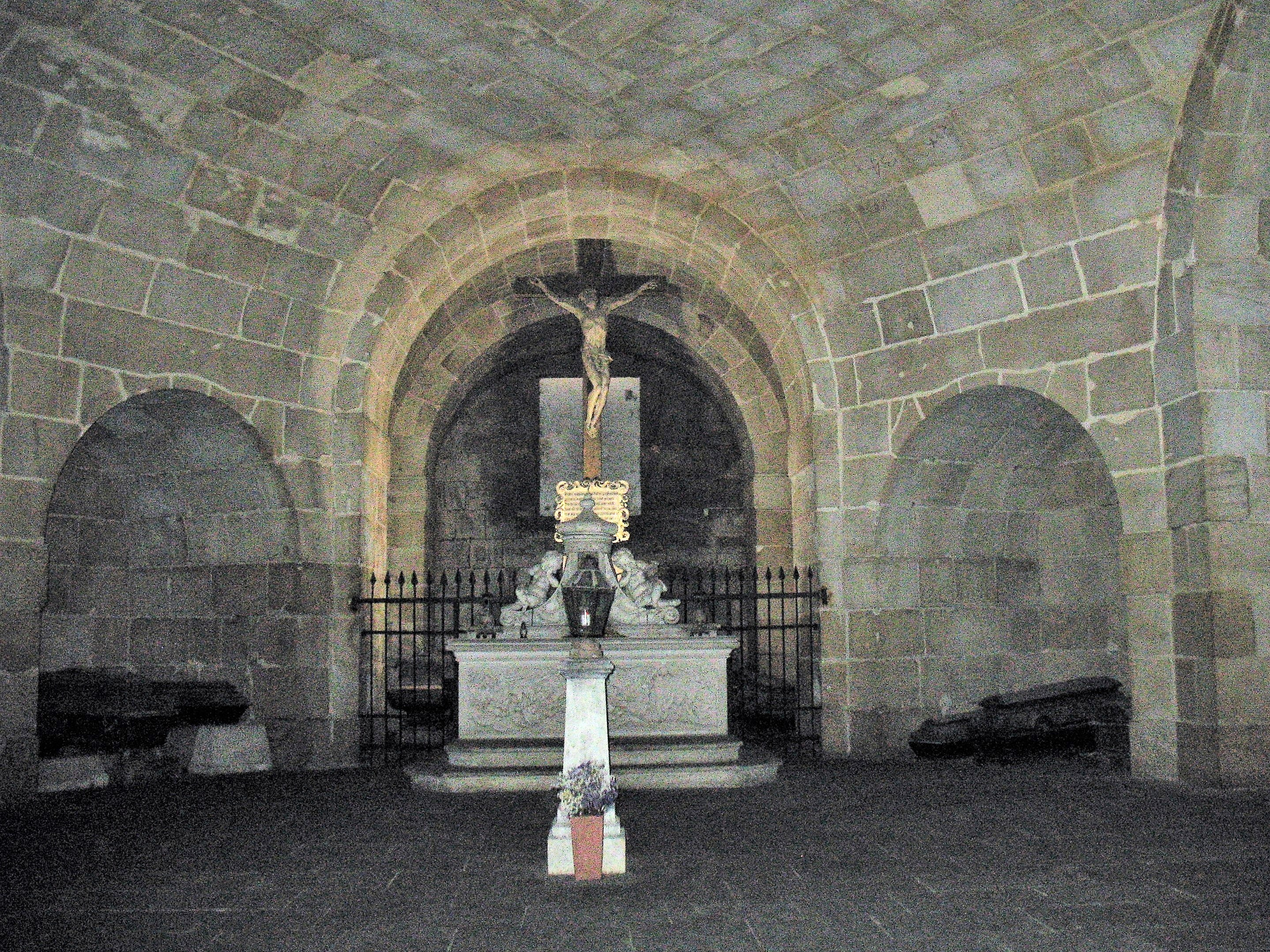
Oltář s Braunovou sochou Spasitele a věčné světlo
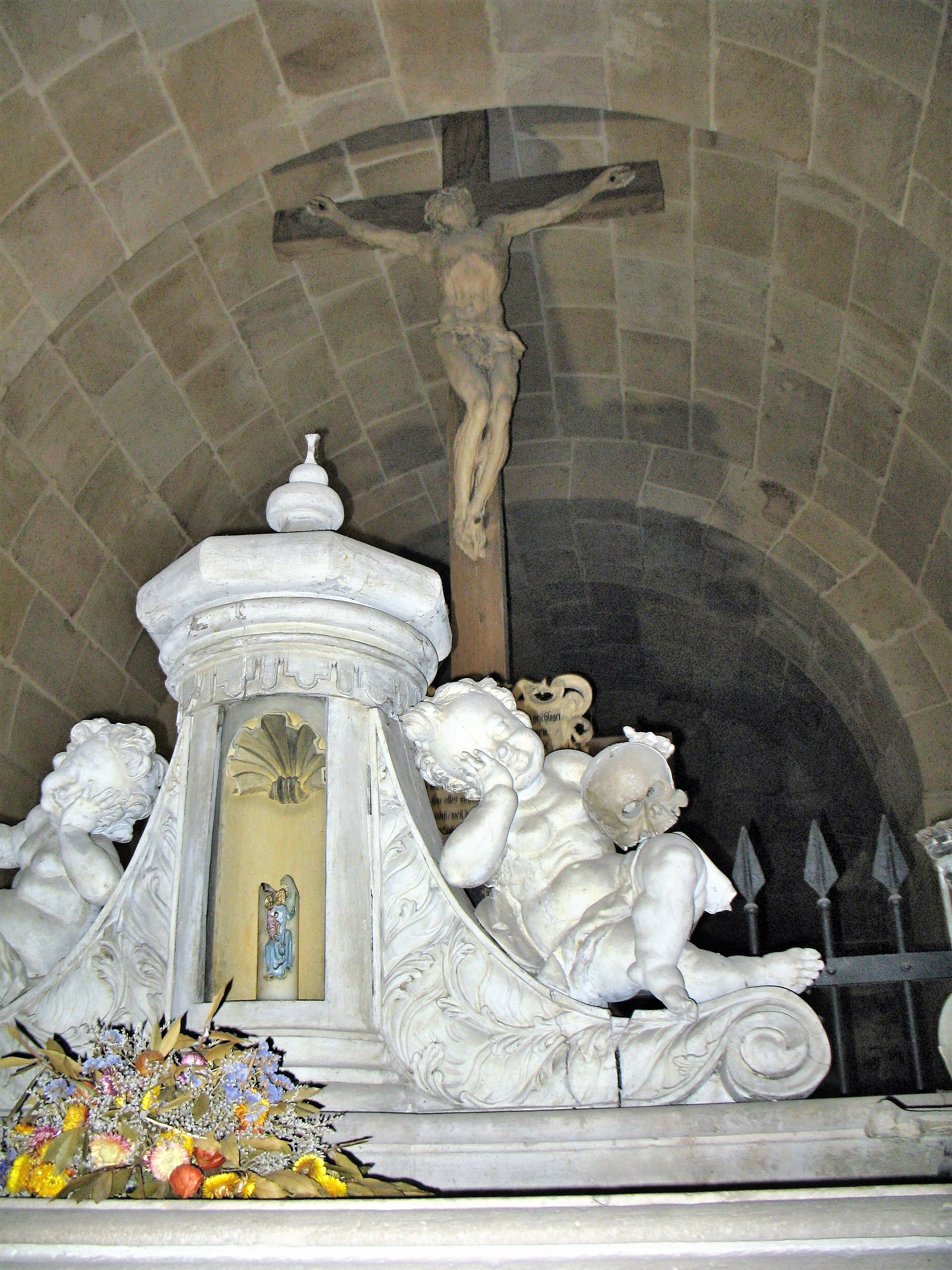
Detail oltáře a Braunova socha Krista
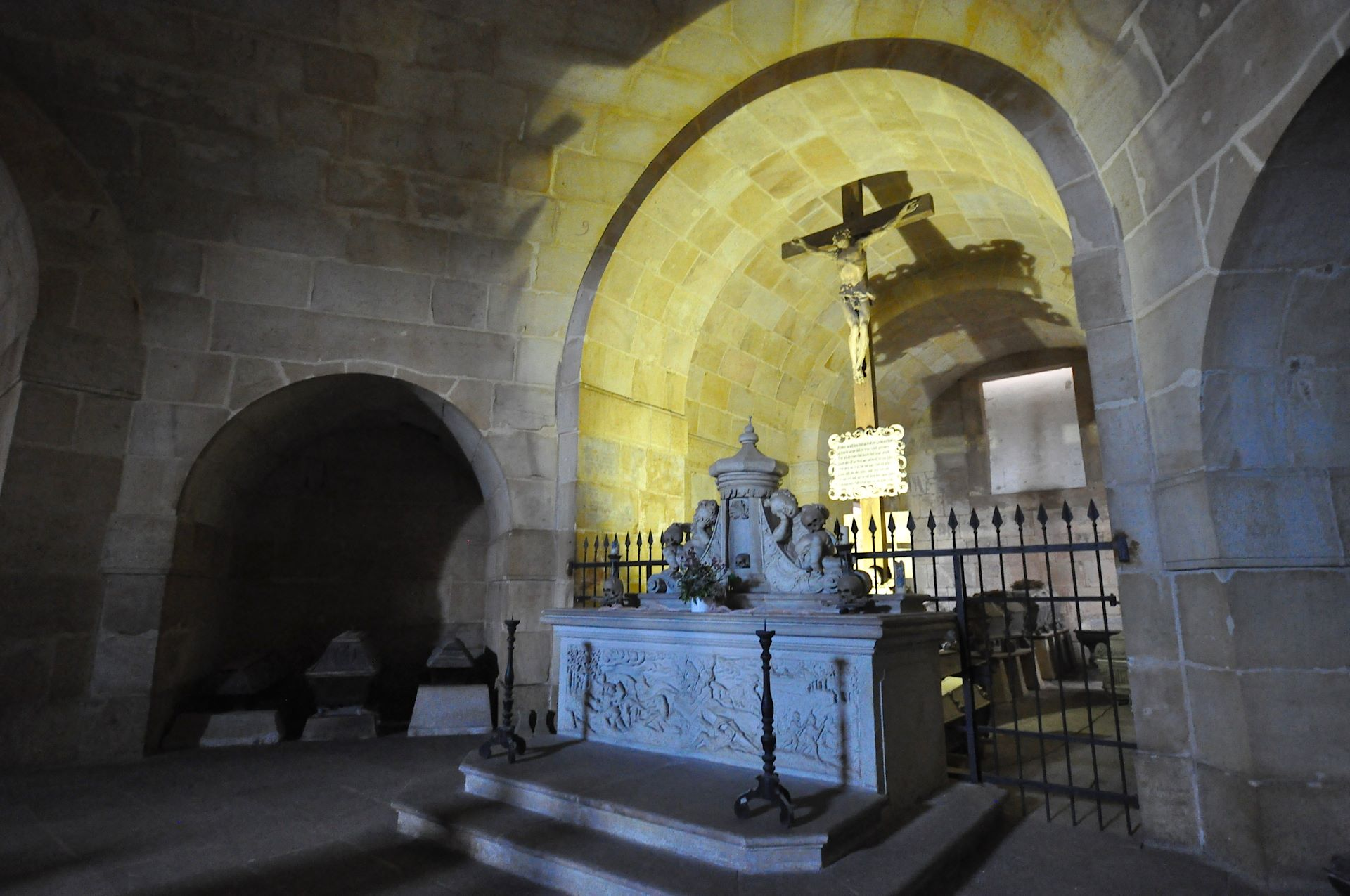
Centrální prostor krypty